# Општина Башков (Арђеш)
Башков (рум. Başcov) општина је у Румунији у округу Арђеш.
Oпштина се налази на надморској висини од 389 m.